# Jeorjos Teotokis
Jeorjos Teotokis (gr. Γεώργιος Θεοτόκης; ur. 8 lutego 1844 na Korfu, zm. 12 stycznia 1916 w Atenach) – grecki polityk.
Pełnił funkcję premiera czterokrotnie (1899–1901, 1903, 1903–1904, 1905–1909).